# اندیس کرومیت بزپیران ایرانشهر
کرومیت بزپیران ایرانشهر یک اندیس فلزی است که در حوالی شهر اسپکه استان سیستان و بلوچستان قرار دارد و مادهٔ معدنی موجود در آن، کرومیت است. سنگ میزبان این اندیس پریدوتیت است و دیرینگی آن به دوران کرتاسه بالایی می‌رسد.